# Programme Vitam
Le Programme Vitam (Valeurs immatérielles transmises aux archives pour mémoire) est un programme interministériel français d'archivage électronique porté par trois ministères, Europe et Affaires étrangères, Culture, Armées, responsables de la conservation des archives de l’État. 
Il a été lancé officiellement le 9 mars 2015 sous le pilotage de la Direction interministérielle du numérique et du système d'information et de communication de l'État (DINSIC) et du Comité interministériel aux Archives de France (CIAF). Il a été retenu dans le cadre de l’action : « Transition numérique de l’État et modernisation de l’action publique » du Programme d’investissements d’avenir (PIA).

## Les objectifs du Programme Vitam
Le programme Vitam répond à trois objectifs :
- La réalisation d'une solution logicielle libre d’archivage numérique permettant la prise en charge, la conservation à long terme et la consultation sécurisée de très gros volumes d’archives numériques définitives, intermédiaires, voire courantes ;
- La mise en place de plates-formes d’archivage numérique utilisant la solution logicielle Vitam, dans chacun des trois ministères, via les projets ministériels : Saphir (Ministère de l'Europe et des Affaires étrangères), Adamant (Ministère de la Culture/Archives nationales) et Archipel (Ministère des Armées/Service historique de la Défense) ;
- La diffusion et la réutilisation la plus large de la solution logicielle Vitam, en favorisant et fédérant l’ensemble des actions de soutien financier, de sensibilisation et d’accompagnement en matière d’archivage numérique au-delà des trois ministères porteurs du programme, via le projet Ad-Essor de 2014 à 2019[1] puis le projet ANET (Archivage numérique en territoires)  (Ministère de la Culture/Service interministériel des Archives de France).

Les développements du logiciel ont débuté en avril  2016, l'essentiel des prestations de réalisation Vitam ont été effectuées par les sociétés Linagora et Smile pour les développements, par la société Smile pour les besoins d’expertise associés et par la société Thales pour l’intégration et la qualité de la solution logicielle.

## Caractéristiques
Le Programme a été conçu comme un projet d'innovation et de transformation numérique de l’État, grâce à deux critères déterminants : la méthode Agile et la publication en logiciel libre.
Une version Bêta a été publiée en novembre 2016, suivie d'une première version de production en mars 2018
L'ensemble des éléments sont mis à disposition sur le dépôt GitHub et le site Internet du programme.
Ils sont publiés sous licences libres : la solution logicielle sous licence CeCILL V2.1 pour la partie back-office, la licence CeCILL-C pour la partie front-office et la documentation sous Licence ouverte V2.0.
Le Programme et la solution logicielle Vitam ont été intégrés au Comptoir du Libre afin d'y présenter l'ensemble des composants et outils libres utilisés pour les développements.
Le socle interministériel des logiciels libres proposé par Etalab référence la solution logicielle.
Le CINES a publié en mai 2019 les conclusions de son étude fonctionnelle et technique de la solution logicielle Vitam